# Жискар д’Эстен, Анн Эймон
Анн Эймо́н Жиска́р д’Эсте́н (фр. Anne-Aymone Marie Giscard d’Estaing, урожд. Соваж де Брант (фр. Sauvage de Brantes), род. 10 апреля 1933, Париж) — вдова 20-го президента Франции Валери Жискар д’Эстена, первая леди Франции с 1974 по 1981 годы (одна из самых пожилых среди ныне живущих наряду с Бернадетт Ширак).

## Биография
Анна Соваж де Брант родилась 10 апреля 1933 в 8-м округе Парижа в семье французских буржуа, выходцев из Орлеана, графа Франсуа де Бранта и графини Эймон де Фосиньи-Люсинг и была третьим ребёнком в семье. 
Детство провела частично в Лондоне и Лиссабоне, по настоянию отца, который был военным атташе. Помимо испанского, владела португальским и английским языками. После смерти отца в 1944 году в концлагере Маутхаузен, переехала в Отон.  
Обучалась в Школе Лувра в Париже.

## Брак с Валери Жискар д’Эстеном
Со своим будущим супругом Валери Жискар д’Эстеном познакомилась, когда ей было 18 лет. Они расписались 17 декабря 1952 в мэрии 8-го округа Парижа, а 23 декабря обвенчались в одной из часовен Отона. Медовый месяц молодожёны провели в Греции. 
1 ноября 1953 в семье родилась дочь Валери. Затем в браке появилось еще трое детей: сыновья Анри (род. 17 октября 1956) и Луи (род. 20 октября 1958), и дочь Жасинт (род. 3 мая 1960).
Однако, брак не был безоблачным, и жизнь Анны омрачали частые измены мужа. Ещё до того, как Ж. д’Эстен стал президентом Франции, он имел роман со звездой эротического фильма «Эммануэль», молодой актрисой и фотомоделью Сильвией Кристель. Валери не скрывал своих отношений с любовницей, впрочем, как и с другими своими пассиями. Кристель часто играла роль хозяйки на приемах, которые устраивал президент, хорошо её знали и за границей, поскольку Ж. д’Эстен регулярно брал её с собой в зарубежные поездки.

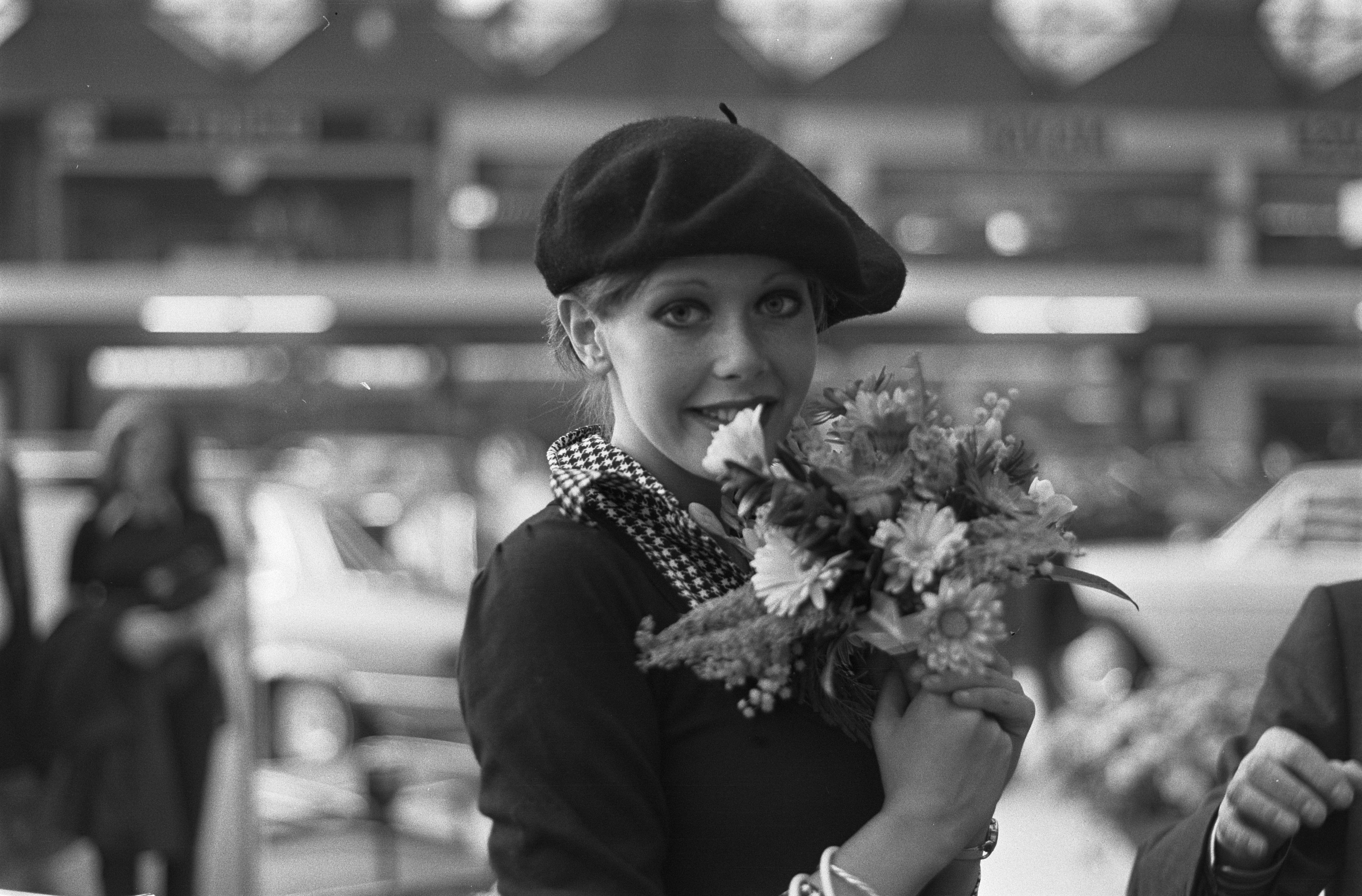
Сильвия Кристель в 1974 году

## Первая леди Франции
Анна всегда была далека от политики и предпочитала посвящать себя дому и детям. Однако она согласилась помогать мужу в его предвыборной гонке в 1974. Таким образом, она неоднократно появлялась на обложках журналов, плакатах, давала интервью, встречалась с избирателями. 

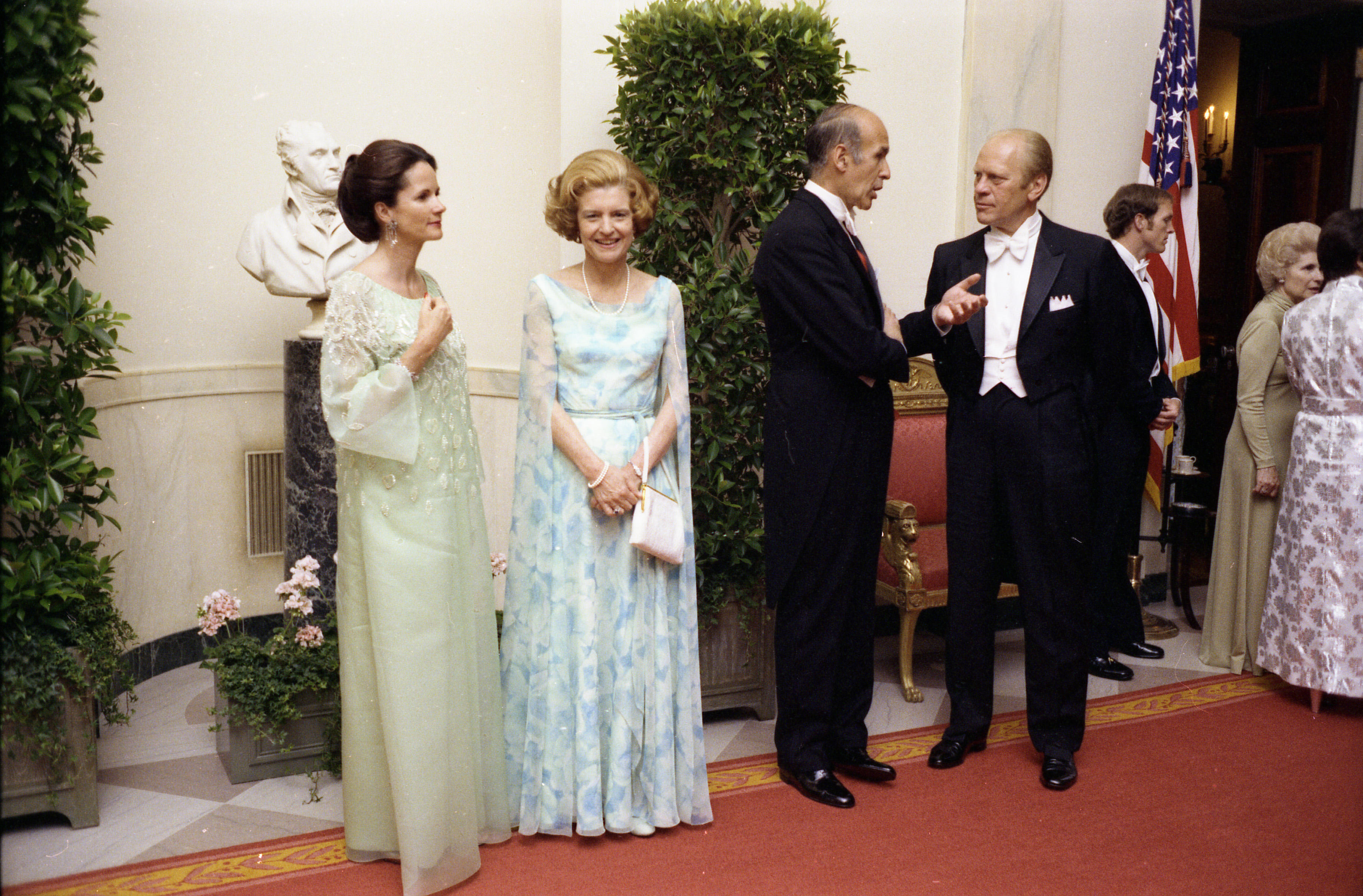
Супруги Жискар д’Эстен и первая пара США Джеральд и Бетти Форд во время встречи в Вашингтоне, 17 мая 1976 года

В 1977 учредила Детский Фонд, чтобы привлечь внимание к жестокому обращению с детьми. С 1983 по 1995 была муниципальным советником Шанона (Пюи-де-Дом), коммуны, мэром которой в 1932–1947 был её свёкр Эдмон Жискар д'Эстен. 